# Bulbophyllum artostigma
Bulbophyllum artostigma är en orkidéart som beskrevs av Jaap J. Vermeulen. Bulbophyllum artostigma ingår i släktet Bulbophyllum och familjen orkidéer. Inga underarter finns listade i Catalogue of Life.